# Zmaj
Zmaj, de son nom complet Usine d'avions et d'hydravions Zmaj (en serbe cyrillique : Фабрика аероплана и хидроавиона Змај ; en serbe latin : Fabrika aeroplana i hidroaviona Zmaj), était un constructeur aéronautique yougoslave qui a travaillé entre 1927 et 1946 à Zemun. En serbe, zmaj signifie « le dragon ».
L'usine a ouvert ses portes le 15 mars 1927 au no 27 de la rue Tošin bunar. Elle a été fondée par l'ingénieur Jovan Petrović et par l'industriel Dragoljub Šterić,.

## Histoire

### Débuts
À ses tout débuts, l'usine Zmaj a réparé des avions et du matériel militaire et a fabriqué des pièces rudimentaires pour réaliser ces travaux, sa localisation initiale ne lui permettant pas une production importante. En 1928, l'usine s'installa dans de nouveaux locaux dans la rue Karađorđeva à Zemun et put ainsi passer au stade de la production industrielle ; le nouvel atelier fut équipé de machines modernes et de nouveaux ouvriers spécialisés vinrent y travailler. Zmaj put ainsi fabriquer sous licence 32 avions d'entraînement militaire de type Hanriot HD-320 équipés de moteurs Salmson de 120 ch et dix hydravions d'entraînement Hanriot H-41 (en) avec leurs flotteurs ; les premiers avions furent livrés à l'aéroport de Belgrade le 17 mars 1928. En 1929, Zmaj affronta un nouveau défi industriel, avec la construction de trois chasseurs Dewoitine D.27 complètement métalliques,.

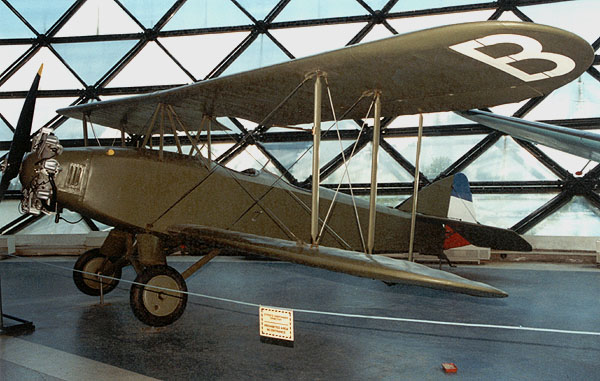
Un Fizir FN

En 1930, Zmaj construisit sous licence 20 avions Gourdou-Leseurre GL.2 (en) dans leur version GL.22 type B3 destinés à la formation des pilotes de chasse de l'Armée de l'air du royaume de Yougoslavie et 15 avions d'entraînement Fizir-Wright (en) ainsi que trois hydravions du même type équipés d'un moteur Jupiter. La même année, l'aéro-club du royaume de Yougoslavie commanda à Zmaj trois avions-école de type Fizir FN (en) équipés d'un moteur Walter H3 de 120 ch, dont le prototype fut élaboré par Rudolf Fizir (en) à Petrovaradin en 1929 ; l'avion se révéla un excellent moyen d'entraînement et l'Armée de l'air yougoslave décida de remplacer les anciens Hansa-Brandenburg et Hanriot par le Fizir FN pour la formation de ses pilotes. Entre 1931 et 1941, l'usine Zmaj fabriqua 136 avions Fizir FN,.

### La Crise
La crise économie mondiale toucha de plein fouet le royaume de Yougoslavie en 1932. L'usine Zmaj vit son effectif réduit à 15 personnes et, jusqu'en 1935, pour faire face aux difficultés, elle se lança dans la fabrication d'avions Spartan Kruzer qui pouvaient accueillir sept passagers ; elle réalisa ces avions sous licence britannique et eut comme client la compagnie de transport aérien Aeroput (en), la compagnie aérienne du Royaume. Dans son équipe, outre Rudolf Fizir qui était l'ingénieur en chef de Zmaj, l'entreprise compta l'ingénieur Dušan Stankov (en) qui, à partir de 1934, développa l'avion-école Fizir FP-1, suivi du Fizir FP-2 (en) doté d'un moteur Gnom Ron K-7, préparant ainsi pour la société la sortie de la crise.

### Après la Dépression
À partir de 1936, Zmaj développa encore l'avion d'entraînement Fizir FP-2 (en), dont 66 exemplaires furent fabriqués. L'entreprise prit un nouvel essor ; en 1937, elle comptait près de 1 000 ouvriers et disposait d'un capital de 8 millions de dinars et, en 1939, elle disposait d'un capital de 20 millions et d'un fonds de roulement de 34 millions.
Dans l'entre-deux-guerres, Zmaj participa à un appel d'offres pour l'élaboration d'un bombardier léger yougoslave. En 1940, les directeurs techniques de l'usine, Stankov et Ducić, conçurent ainsi le Zmaj R-1 (en), doté de deux moteurs Hispano-Suiza de 670 ch ; en revanche, l'appareil ne dépassa pas le stade du prototype. La même année, l'usine fabriqua 16 chasseurs Hawker Hurricane MK-1 équipés de moteurs Rolls-Royce Mearlok d'une puissance de 1 030 ch. Les deux derniers Hurricane furent livrés à l'armée de l'air le 11 avril 1941, juste après l'invasion de la Yougoslavie par les puissances de l'Axe,.

### Seconde guerre mondiale
Pendant la guerre, Zmaj poursuivit son activité en réparant les appareils de l'occupant nazi et de l'État indépendant de Croatie. Ses 10 derniers avions Fizir FN (en) furent construits à partir de 1943 pour l'armée de l'air croate mais ils ne furent pas achevés avant la libération de la Yougoslavie.
Après la libération de Zemun le 22 octobre 1944, Zmaj travailla à l'entretien des avions et à l'équipement de l'armée de l'air yougoslave, notamment dans le cadre du Front de Syrmie situé à 100 km de la ville, où la guerre se prolongea encore pendant sept mois. En 1945 et 1946, les fondateurs et propriétaires de l'usine, Petrović et Šterić, furent expropriés et Zmaj devint une entreprise publique. La partie aéronautique de Zmaj ainsi que l'avionneur Rogožarski (en) furent réunis au constructeur Ikarus pour former le groupe aéronautique national Državna Fabrika Aviona (DFA). Au cours de ses 19 ans d'activité, l'usine avait produit 359 avions, développé et produit 4 prototypes et fabriqué 8 types d'avions sous licence. L'usine Zmaj s'est par la suite reconvertie dans la fabrication de machines agricoles.

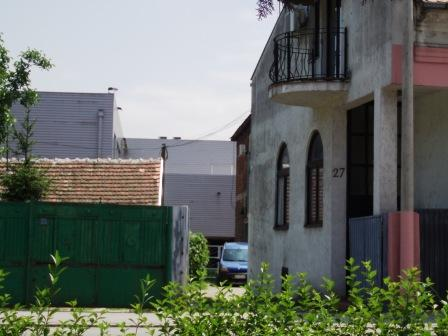
Le 27 rue Tošin bunar, à l'emplacement où l'usine Zmaj a été créée en 1927 (vue 2010)
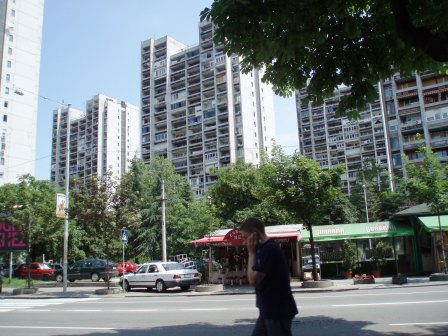
Le 18 rue Karađorđeva, à l'emplacement où l'usine Zmaj s'est développée (vue 2010)

## Réalisations

### Avions yougoslaves
- Fizir-Wright (en) – avion d'entraînement (15 exemplaires en 1930)
- Fizir F1M-Jupiter (en) – hydravion d'entraînement (5 exemplaires en 1930)
- Fizir F1V-Loren (en) – avion d'entraînement (15 exemplaires en 1932)
- Fizir FN (en) - avion d'entraînement (129 exemplaires + 4 hydravions PV + 3 exemplaires pour aéro-club + 1 prototype de 1930 à 1937)
- Fizir FP-1 – avion d'entraînement (1 prototype en 1934)
- Fizir FP-2 (en) – avion d'entraînement (66 exemplaires en 1936)
- Zmaj R-1 (en) – bombardier (1 prototype en 1940)

### Avions sous licence
- Hanriot HD-320 – avion d'entraînement (45 exemplaires en 1928 et 1929)
- Hanriot H.41 (en) – hydravion (10 exemplaires en 1928)
- Dewoitine D.27  – chasseur  (3 exemplaires en 1929)
- Gourdou-Leseurre LGL B3 (en)  – chasseur-école (26 exemplaires en 1930)
- Heinkel HE 8 (en)  – hydravion (1 exemplaire en 1931)
- Spartan Cruiser – transport commercial de voyageurs (1 exemplaire en 1935)
- Hawker Fury - chasseur (16 exemplaire en 1937)
- Hawker Hurricane MK I – chasseur (16 exemplaires en 1940)

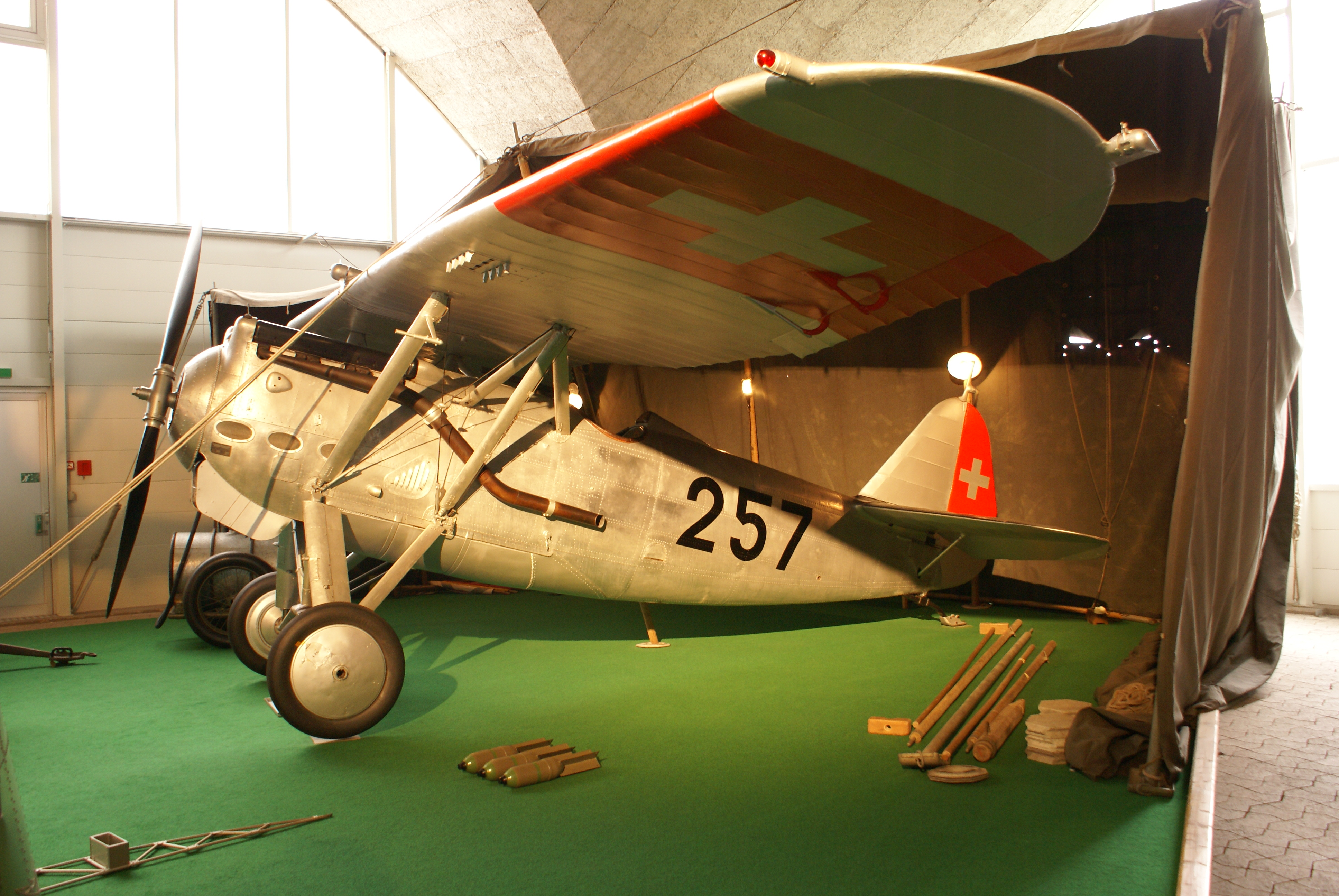
Dewoitine D.27
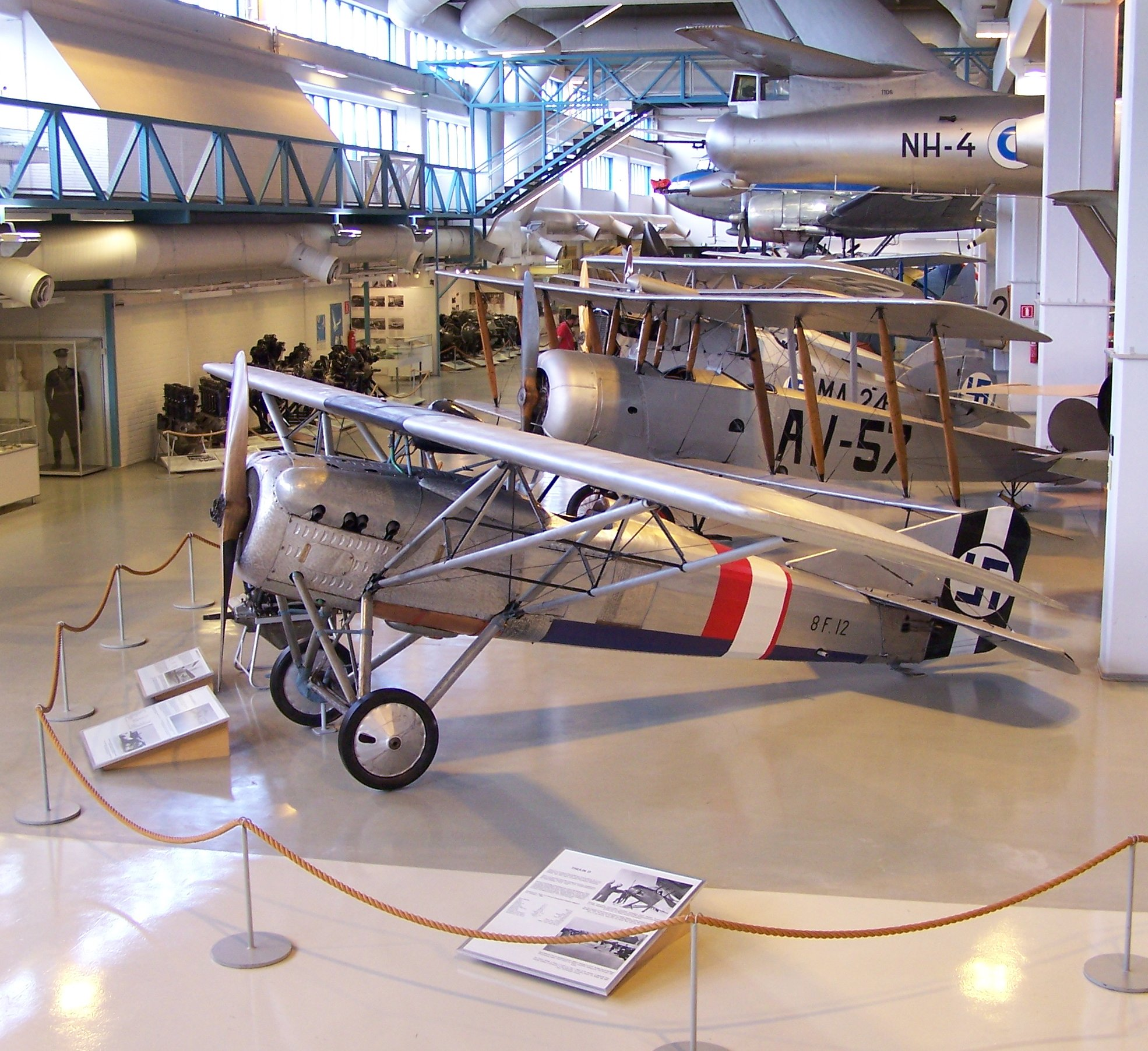
Gourdou-Leseurre LGL B3 (en)
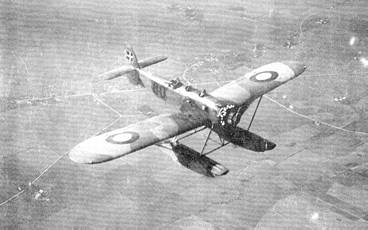
Heinkel HE 8 (en)
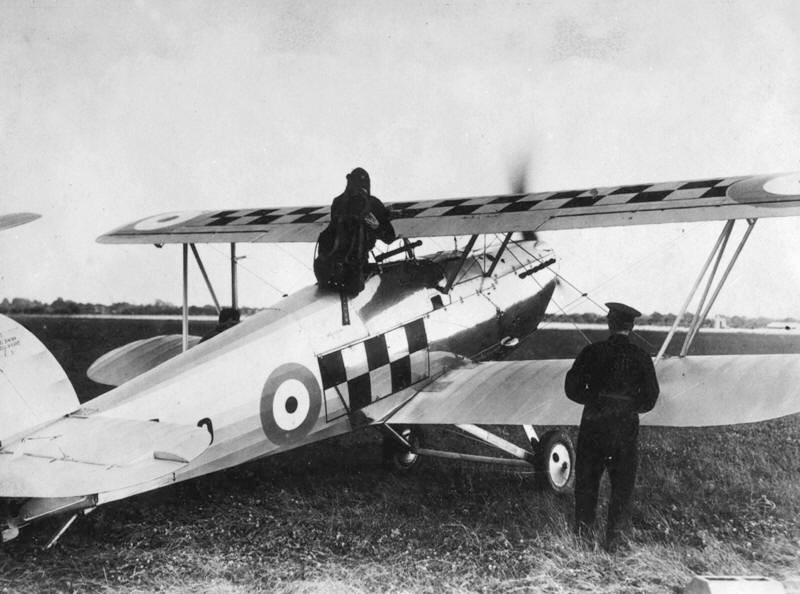
Hawker Fury